# Johannes Schöne (Politiker)
Johannes Immanuel Schöne (* 12. Januar 1856 in Dresden; † 12. März 1933 ebenda) war ein deutscher Politiker (Nationalliberale Partei) und Jurist. Er war Ratsassessor in Meißen, Bürgermeister in Oederan und Mitglied des sächsischen Landtages.

## Leben und Wirken
Er war der Sohn des Konrektors Immanuel Ferdinand Schöne und dessen Ehefrau Agnes Amalie geborene Jäckel. Nach dem Schulbesuch studierte er Rechtswissenschaften und promovierte zum Dr. jur. Danach wurde er Ratsassessor in Meißen und später Bürgermeister in Oederan.
In den vier Legislaturperioden von 1897 bis 1904 war er für den 18. städtischen Wahlbezirk als Mitglied der Nationalliberalen Partei (NLP) in der Zweiten Kammer des sächsischen Landtags vertreten.
Er war verheiratet mit Elise Gertrud geborene Kretzschmar. Ihr Sohn war der Studienrat Hans Schöne.

## Auszeichnungen
- 1909 Ritterkreuz I. Klasse des Kgl. Sächs. Albrechtsordens